# Brora Rangers Football Club
El Brora Rangers Football Club es un club de fútbol de Escocia, con sede en Brora. Fue fundado en 1879 y compite en la Highland Football League, quinta categoría del fútbol escocés.

## Historia
El equipo fue fundado en 1879 y jugaba en el Inverbrora Park, que es ahora el emplazamiento de la fábrica de lana, Hunters of Brora. Se mudaron a Dudgeon Park el 22 de octubre de 1932.
Al año siguiente, ganaron el acceso a la membrecía de la Asociación de Fútbol de Escocia e ingresaron al sorteo de la Copa de Clasificación de Escocia. Fueron aceptados en la membrecía de la Liga Highland en 1962.
Ganaron la Copa de Clasificación del Norte de Escocia en el año de su centenario, 1979, cuando derrotaron al Peterhead F.C. por 5 a 0 el 17 de noviembre, luego de un replay jugado en el Grant Street Park, Inverness. La semana anterior habían empatado 0 a 0.
En los años siguientes, Brora Rangers ganó la Copa de la Liga Highland y la Copa del Norte de Escocia.
Su mejor posición en la Liga Highland hasta la fecha fue en 1976 cuando terminaron subcampeones.
Al ser un club sénior pueden participar de la Copa de Escocia.

## Palmarés

### Torneos locales
- Highland Football League (4): 2013-14, 2014-15, 2019-20, 2020-21